# Manfred Zintl
Manfred Zintl (* 13. April 1954) ist ein ehemaliger deutscher Fußballspieler.

## Sportlicher Werdegang
Zintl begann mit dem Vereinsfußball bei der SG Fuchsmühl und wechselte 1972 zum FC Wacker Marktredwitz, wo der Torhüter in der viertklassigen Landesliga Bayern spielte. 1974 verpflichtete der hauptberufliche Schlosser sich für vier Jahre bei der Bundeswehr und kehrte daher 1978 zur SG Fuchsmühl zurück. 1977 schloss er sich zwischenzeitlich dem Zweitligisten FC Bayern Hof an, bei dem er sich während der mit dem Abstieg in die Bayernliga endenden Spielzeit 1977/78 hinter Manfred Seifert und Norbert Kleider einreihte und zu keinen Pflichtspieleinsätzen kam. 1978 verlängerte er sein Engagement bei der Bundeswehr, ein Wechsel zum seinerzeitigen Zweitligisten Eintracht Trier kam daher nicht zustande, obwohl er in der ersten Runde des DFB-Pokals 1978/79 beim dortigen Auswärtsspiel mit der SG Fuchsmühl das Interesse geweckt hatte. Im Sommer 1980 wollte der 1. FC Saarbrücken ihn verpflichten, die Bundeswehr versetzte ihn jedoch lediglich von seinem bisherigen Standort in Wunsiedel nach Trier, so dass nach der noch durch seinen Jahresurlaub abgedeckten Vorbereitung auf die Spielzeit 1980/81 als Halbprofi täglich zwischen den Städten hätte pendeln müssen. Zintl kündigte daraufhin den Vertrag unter Berufung auf eine Ausstiegsklausel, falls er nicht nach Saarbrücken versetzt werde.
Zeitweise ohne Verein schloss sich Zintl parallel zu einer Ausbildung zum Bankkaufmann an der Mainzer Bundeswehrfachschule im Januar 1981 dem Zweitligisten Wormatia Worms an. Dort war er unter Trainer Bernd Fischer hinter Karl-Hainz Strohfuß zweiter Torhüter und kam gegen den 1. FC Saarbrücken am 27. März 1981 zu seinem Profidebüt, als er bei der 1:2-Auswärtsniederlage für den verletzt ausscheidenden Strohfuß nach 13 Spielminuten eingewechselt wurde. Ähnlich verlief sein zweiter und letzter Einsatz für den Klub, beim 3:2-Heimerfolg über den SV Waldhof Mannheim kam er in der 64. Spielminute für Strohfuß aufs Feld und kassierte nach 3:0-Führung in der Nachspielzeit noch zwei Gegentore.
Im Sommer 1981 ließ sich Zintl wieder nach Wunsiedel versetzen und kehrte zu Bayern Hof zurück, wo er 1983 mit dem zwischenzeitlich in die Landesliga abgestürzten Klub in die Bayernliga aufstieg. Statt des Gangs in die Drittklassigkeit schloss er sich als Spielertrainer Wacker Marktredwitz an, ehe er zur SpVgg Wiesau weiterzog. Zwischen 1986 und 1994 spielte er erneut für Wacker Marktredwitz. Anschließend war er als Trainer unter anderem für den ASV Waldsassen, SV Holenbrunn, SV Neusorg, die SG Fuchsmühl sowie den als Nachfolger von Wacker Marktredwitz entstandenen SC Marktredwitz tätig.